# F'Derick
F'Derick, trascritta anche come Fderik o Fderîck (افديرك in Arabo; già Fort Gouraud), è una città della Mauritania.
Si trova nel nord del paese, centro minerario (ferro) sul versante occidentale del Kedia d'Idjil, è collegata a Nouadhibou, considerata la capitale economica del Paese, da una ferrovia.